# Dusona himalayensis
Dusona himalayensis là một loài tò vò trong họ Ichneumonidae.